# Armagnac
För det franska medeltida partiet i konflikt med burgunderna, se armagnaker

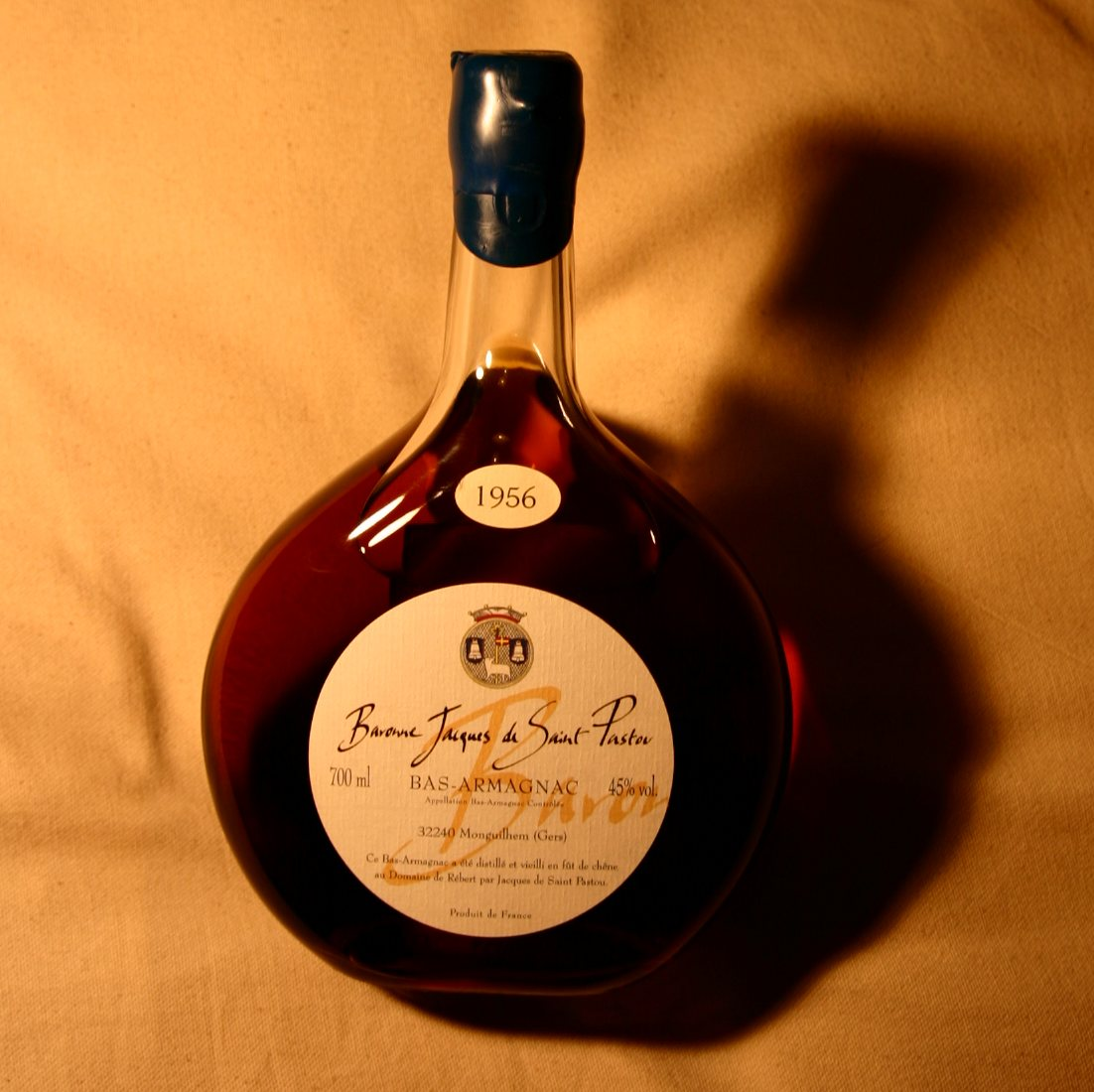
1956 Armagnac

Armagnac (franska: [aʁmaɲak], svenska: [armaɲak]) är ett druvdestillat från det franska distriktet Armagnac i sydvästra Frankrike och görs genom destillation av vitt vin. Skillnaden mellan armagnac och dess mera kända släkting, konjak, är att armagnac traditionellt destilleras endast en gång (numera är dock destillation i två steg vanlig) och att armagnac på grund av sitt sydligare läge[källa behövs] ger tyngre och syltigare smak, medan konjaken är lättare och friskare.
Destillationen görs i en för området typisk kopparpanna, alambic armagnaçais, till ungefär 55 procents alkoholhalt och drycken fatlagras därpå.

## Området och historia
Området inkluderar departementen Gers och en mindre del av Landes. Armagnac ingick tidigare i hertigdömet Gascogne. Vindistriktet Armagnac är däremot större och omfattar Haut-Armagnac, Ténarez och Bas-Armagnac, varav det senare anses som det främsta.
Det finns flera vattendrag i området, bland annat floden Gers. 
Som område organiserades det som grevskap år 601. Mellan 1400- och 1600-talet var det mycket betydande. Grevskapet försökte 1444 invadera Schweiz och vann ett slag 26 augusti det året. 1497 såg sig greven så mäktig att han utmanade den franske kungen, vilket han fick ångra. 
Området begränsas av 
- Lomagne i Nord
- Fézensaguet i Nordost
- Gimois (Gimont) i öst
- L'Astarac i Syd och sydost
- La Rivière-Basse och Le Vic-Bilh i sydväst.